# Bianca Maria III Doria
Bianca Maria III Doria, nata Bianca Doria Sforza Visconti, (Genova, 1763 – Napoli, 1829), è stata una nobildonna italiana, marchesa di Caravaggio e sua ultima feudataria.

## Biografia
Figlia di Francesco Maria Doria Sforza Visconti e quindi nipote della marchesa Bianca Maria II, perde il padre in giovane età e si sposa poi con il principe Fabrizio Colonna.
Nel 1783, alla morte della nonna, ottiene il titolo marchionale (uno dei rari feudi lombardi ereditabili anche in linea femminile), che perde con l'invasione napoleonica della Lombardia ma che riottenne più tardi senza però poteri feudali.
Alla sua morte il titolo sarebbe dovuto andare al figlio Aspreno I Colonna ma questi morì nel 1847 senza assumerlo o rivendicarlo e i suoi eredi rinunciarono ai titoli lombardi nel 1859.

## Ascendenza
|                                                                |                             |                                                      | Genitori                                                              |  |  | Nonni |  |  | Bisnonni                                              |  |  | Trisnonni                            |  |
|                                                                |                             |                                                      |                                                                       |  |  |       |  |  | Giovanni Andrea III Doria Landi, IX principe di Melfi |  |  | Andrea Doria, VIII principe di Melfi |  |
|                                                                |                             |                                                      |                                                                       |  |  |       |  |  | Giovanni Andrea III Doria Landi, IX principe di Melfi |  |  | Andrea Doria, VIII principe di Melfi |  |
|                                                                |                             | Giovanni Andrea II Doria, VII principe di Melfi      |                                                                       |  |  |       |  |  | Giovanni Andrea III Doria Landi, IX principe di Melfi |  |  |                                      |  |
| Filippo Domenico Marchese Doria Landi Pamphilj Sforza Visconti |                             |                                                      |                                                                       |  |  |       |  |  | Giovanni Andrea III Doria Landi, IX principe di Melfi |  |  |                                      |  |
|                                                                |                             | Anna Pamphili                                        | Camillo Francesco Maria Pamphili, I principe di San Martino al Cimino |  |  |       |  |  |                                                       |  |  |                                      |  |
|                                                                |                             | Anna Pamphili                                        | Camillo Francesco Maria Pamphili, I principe di San Martino al Cimino |  |  |       |  |  |                                                       |  |  |                                      |  |
|                                                                |                             | Anna Pamphili                                        | Olimpia Aldobrandini                                                  |  |  |       |  |  |                                                       |  |  |                                      |  |
| Francesco Doria Sforza Visconti                                |                             | Anna Pamphili                                        |                                                                       |  |  |       |  |  |                                                       |  |  |                                      |  |
|                                                                |                             | Johann Wilhelm Edmund von Sinzendorf-Neuburg         | Philipp Ludwig Wenzel von Sinzendorf                                  |  |  |       |  |  |                                                       |  |  |                                      |  |
|                                                                |                             | Johann Wilhelm Edmund von Sinzendorf-Neuburg         | Philipp Ludwig Wenzel von Sinzendorf                                  |  |  |       |  |  |                                                       |  |  |                                      |  |
|                                                                |                             | Johann Wilhelm Edmund von Sinzendorf-Neuburg         | Rosina Katharina von Waldenstein                                      |  |  |       |  |  |                                                       |  |  |                                      |  |
| Bianca Maria di Sinzendorf-Neuburg                             |                             | Johann Wilhelm Edmund von Sinzendorf-Neuburg         |                                                                       |  |  |       |  |  |                                                       |  |  |                                      |  |
|                                                                |                             | Bianca Maria Sforza di Caravaggio                    | Francesco III Sforza di Caravaggio                                    |  |  |       |  |  |                                                       |  |  |                                      |  |
|                                                                |                             | Bianca Maria Sforza di Caravaggio                    | Francesco III Sforza di Caravaggio                                    |  |  |       |  |  |                                                       |  |  |                                      |  |
|                                                                |                             | Bianca Maria Sforza di Caravaggio                    | Eleonora Salviati                                                     |  |  |       |  |  |                                                       |  |  |                                      |  |
| Bianca Maria III Doria                                         |                             | Bianca Maria Sforza di Caravaggio                    |                                                                       |  |  |       |  |  |                                                       |  |  |                                      |  |
|                                                                | Domenico Doria del Carretto | Giovanni Battista Doria                              |                                                                       |  |  |       |  |  |                                                       |  |  |                                      |  |
|                                                                | Domenico Doria del Carretto | Giovanni Battista Doria                              |                                                                       |  |  |       |  |  |                                                       |  |  |                                      |  |
|                                                                | Domenico Doria del Carretto | Maria Spinola                                        |                                                                       |  |  |       |  |  |                                                       |  |  |                                      |  |
| Lazzaro Doria del Carretto, marchese di Tizzano                | Domenico Doria del Carretto |                                                      |                                                                       |  |  |       |  |  |                                                       |  |  |                                      |  |
|                                                                |                             | Ottavia Carmagnola                                   | Ambrogio Carmagnola                                                   |  |  |       |  |  |                                                       |  |  |                                      |  |
|                                                                |                             | Ottavia Carmagnola                                   | Ambrogio Carmagnola                                                   |  |  |       |  |  |                                                       |  |  |                                      |  |
|                                                                |                             | Ottavia Carmagnola                                   |                                                                       |  |  |       |  |  |                                                       |  |  |                                      |  |
| Maria Giovanna Doria del Carretto, VII principessa di Avella   |                             | Ottavia Carmagnola                                   |                                                                       |  |  |       |  |  |                                                       |  |  |                                      |  |
|                                                                |                             | Giovanni Andrea Mariano Doria, IV principe di Avella | Carlo II Doria, III principe di Avella                                |  |  |       |  |  |                                                       |  |  |                                      |  |
|                                                                |                             | Giovanni Andrea Mariano Doria, IV principe di Avella | Carlo II Doria, III principe di Avella                                |  |  |       |  |  |                                                       |  |  |                                      |  |
|                                                                |                             | Giovanni Andrea Mariano Doria, IV principe di Avella | Giovanna Maddalena Gonzaga di Castiglione                             |  |  |       |  |  |                                                       |  |  |                                      |  |
| Giovanna Maria Teresa Doria, VI principessa di Avella          |                             | Giovanni Andrea Mariano Doria, IV principe di Avella |                                                                       |  |  |       |  |  |                                                       |  |  |                                      |  |
|                                                                |                             | Livia Grillo                                         | Marcantonio Grillo, III marchese di Clarafuente                       |  |  |       |  |  |                                                       |  |  |                                      |  |
|                                                                |                             | Livia Grillo                                         | Marcantonio Grillo, III marchese di Clarafuente                       |  |  |       |  |  |                                                       |  |  |                                      |  |
|                                                                |                             | Livia Grillo                                         | Maria Antonia Imperiali                                               |  |  |       |  |  |                                                       |  |  |                                      |  |
|                                                                |                             | Livia Grillo                                         |                                                                       |  |  |       |  |  |                                                       |  |  |                                      |  |